# Seznam budov na Staroměstském náměstí

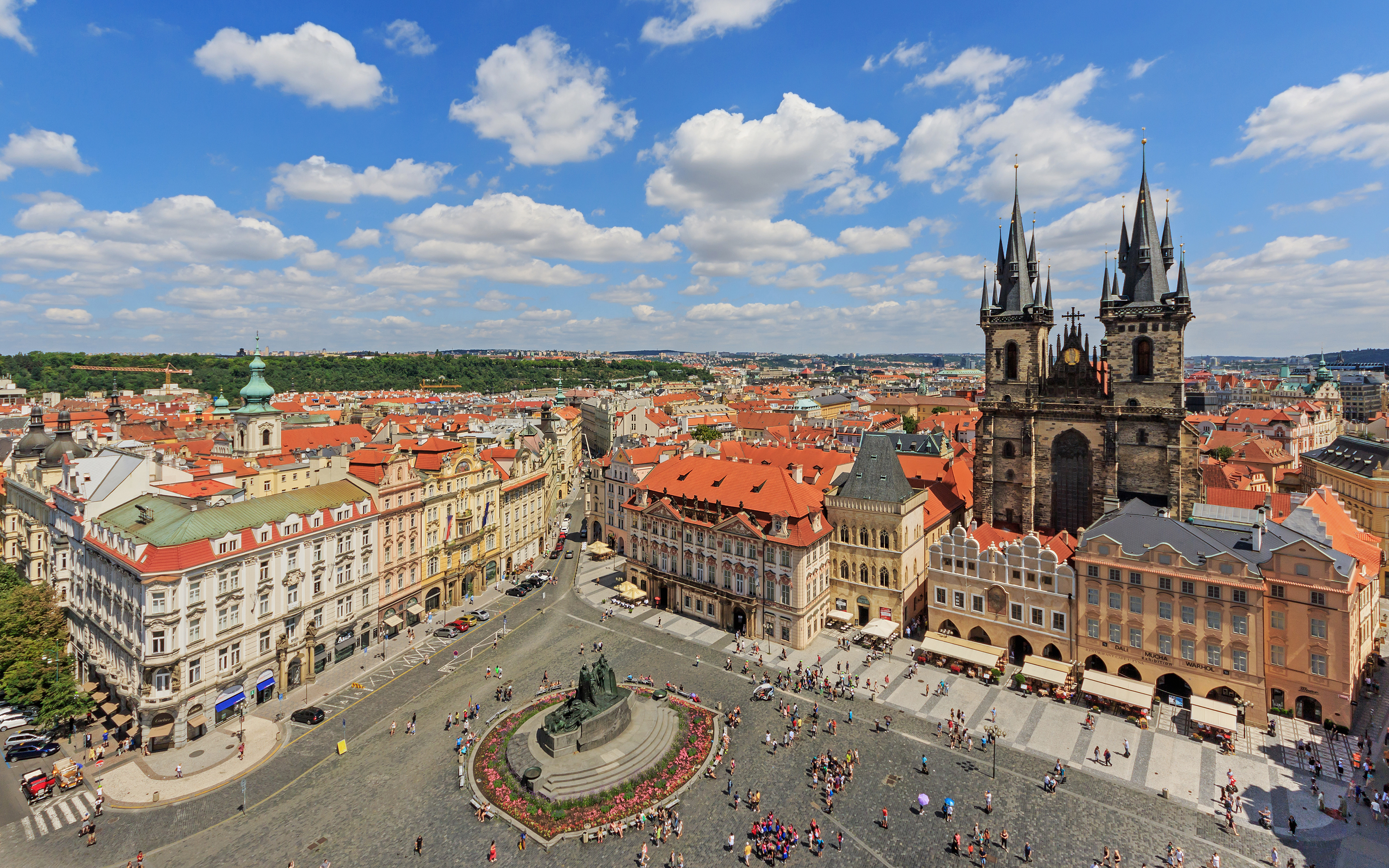
Staroměstské náměstí

Panorama Staroměstského náměstí se všemi domy v seznamu

Na Staroměstském náměstí se v současnosti nachází 33 historických budov z různých období. Toto je jejich seznam.

## Umístění budov
Pro snazší popis pozicí budov je v tomto seznamu náměstí rozděleno do čtyř křídel podle světových stran. Domy jsou seřazeny od západu až k jihu po směru hodinových ručiček.
- Západní křídlo
- Severní křídlo
- Východní křídlo
- Jižní křídlo

## Seznam
| Křídlo   | Budova                                                  | Další jména                            | Obrázek | Číslo popisné |
| -------- | ------------------------------------------------------- | -------------------------------------- | ------- | ------------- |
| západní  | dům U Zlatého rohu                                      |                                        |         | 4             |
| západní  | dům U Minuty                                            |                                        |         | 3             |
| západní  | dům U Kohouta                                           |                                        |         | 1             |
| západní  | Mikšův dům                                              | dům Kožešníka Mikše                    |         | 1             |
| západní  | dům kramáře Kříže                                       |                                        |         | 1             |
| západní  | Wolfinův dům                                            | dům Wolfina od Kamene                  |         | 1             |
| západní  | věž Staroměstské radnice                                |                                        |         | 1             |
| severní  | kostel svatého Mikuláše                                 |                                        |         | 1101          |
| severní  | Schierův dům                                            |                                        |         | 934           |
| severní  | palác bývalé Městské pojišťovny                         |                                        |         | 932           |
| severní  | klášter paulánů                                         |                                        |         | 930           |
| severní  | bezejmenný dům                                          |                                        | 929     |               |
| východní | dům U Zlatého slona                                     | Cukrovský, Laschův                     |         | 609           |
| východní | dům Zlatý kříž                                          |                                        |         | 608           |
| východní | palác Goltz-Kinských                                    | palác Kinských                         |         | 606           |
| východní | dům U Kamenného zvonu                                   |                                        |         | 605           |
| východní | Týnská škola                                            |                                        |         | 604           |
| východní | dům U Bílého jednorožce                                 | Pelechovský, Trčkovský                 | 603     |               |
| jižní    | Sixtův dům                                              | U Sixtů                                |         | 553           |
| jižní    | Štorchův dům                                            | U Kamenné Panny Marie, U Černých dveří |         | 552           |
| jižní    | dům U Kamenného beránka                                 |                                        |         | 551           |
| jižní    | dům U Kamenného stolu                                   | U Měny, Pod Skřidlicí                  |         | 550           |
| jižní    | dům U Lazara                                            |                                        |         | 549           |
| jižní    | dům U Zlatého jednorožce (U Červených dveří)            |                                        |         | 548           |
| jižní    | dům U Zlatého velblouda                                 | U Jednorožce                           |         | 483           |
| jižní    | dům U Zlaté koruny a dům U Zlatého koníka (jeden celek) |                                        |         | 481           |
| jižní    | dům U Bílého anděla                                     | U Čápů                                 |         | 481           |
| jižní    | dům U Červené lišky                                     | U Srpů, U Zlatého vlka                 |         | 480           |
| jižní    | dům U Modré husy                                        | U Bindrů                               | 479     |               |
| jižní    | dům Na Kamenci                                          | U Človíčků                             | 478     |               |
| jižní    | dům U Vola                                              | U Smertošů, U Bílého lva               |         | 462           |
| jižní    | Vilímkovský dům                                         | U Kryštofa                             |         | 461           |
| jižní    | dům U Černého anděla                                    | U Zlatého anděla                       |         | 460           |